# Вила „Јеље”
Вила „Јеље” се налази на Златибору, у општини Чајетина, подигнута је у периоду од 1934. до 1937. године.
Вила, раније позната и као „вила генерала Јоксимовића”, подигнута је на основи која формира ћирилично слова „Г”, којом доминира високи забат на испупченој јужној страни. Приземље јужне фасаде грађевине, оплемењено стилизованом игром конкавних и конвексних волумена и академском стилизацијом која ствара плитке декоративне испусте у самој структури фасаде (видљиве на читавој грађевини), нагло се завршава хоризонталном плочом која је преточена у скромну терасу главне спаваће собе на спрату. Том терасом, као изразито ефектан детаљ доминира управо преломљени забат са малом атиком, тако да кровни покривач, покривен бакарним лимом, са јужне стране није видљив.
У унутрашњој организацији просторија поред улазног ходника састојала се од дневне собе и трпезарије, окренутима ка југу, и кухиње у приземљу, као и две собе на спрату. Вила „Јеље“ прелазна је фаза интеграције роматичарских тежњи и модерних летњиковаца карактеристичних за бањска одмаралишта. 